# Список лауреатів премії імені Миколи Гоголя «Тріумф»
Список лауреатів премії імені Миколи Гоголя «Тріумф»
Серед лауреатів премії імені Миколи Гоголя «Тріумф»: Іван Кошелівець, Петро Яцик, Михайло Слабошпицький, Юлій Коцюбинський, Дмитро Стус, Ігор Павлюк, Євген Баран, Богдан Бойчук, Ліда Палій, Юрій Бедрик, Світлана Короненко, Анна-Галя Горбач, Іван Яцканин, Емма Андієвська, Петро Сорока, Володимир Науменко, Галина Стефанова та інші видатні і відомі люди з України, США, Канади, Австралії, Німеччини, Словаччини, Бразилії, Ізраїлю, Білорусі та Росії — письменники, науковці, меценати, журналісти, актори театру та кіно, музиканти, художники, працівники освіти і культури.
Лауреати за роками:

## 1990-ті

### 1998 рік
- Богдан Бойчук і Марія Ревакович (США), письменники — за значний внесок в українську літературу та її пропаганду за кордоном.
- Інна й Тетяна Чабан (Чернігів) — за цикл пісень «Осанна осені» на вірші Ліни Костенко, Лесі Українки, Олександра Олеся, Олени Теліги та інших українських поетів.
- Сергій Павленко (Чернігів), головний редактор журналу «Сіверянський літопис» — за книжку-дослідження «Міф про Мазепу» і подвижницьке видання журналу «Сіверянський літопис».
- Петро Яцик (Канада), президент Ліги українських меценатів та Михайло Слабошпицький (м. Київ), виконавчий директор Ліги українських меценатів, письменник — за визначний внесок у видання українських книг та пропаганду їх за кордоном.

### 1999 рік
- Ліда Палій (Канада), письменниця — за значний внесок в українську літературу.
- Микола Ляшенко (м. Київ), видавець «Бібліотеки українця» — за значний внесок у пропаганду української літератури.
- Сергій і Тетяна Дзюби, Олександр Соломаха, упорядники, Юрій Крисанов, редактор, Микола Небилиця (м. Чернігів), художник, меценати: керуючий директор компанії «МакДональдз Юкрейн ЛТД» Карен Бішоп (Канада) і керівник відділу громадських зв'язків цієї компанії Олег Стрекаль (м. Київ) та голова правління компанії «Спаський форум» Валерій Марченко (м. Чернігів) — за роботу над антологією української інтимної лірики «Пастухи квітів».

## 2000-ні

### 2000 рік
- Юлій Коцюбинський (посмертно), директор Чернігівського літературно-меморіального музею-заповідника Михайла Коцюбинського, літературознавець — за визначний внесок у пропаганду української літератури.
- Світлана Короненко (м. Київ), письменниця — за значний внесок в українську літературу.
- Олег Ясон, заступник генерального директора компанії «British American Tobacco-Україна» та співробітник цієї компанії Тетяна Стрекаль (м. Київ) — за значну благодійну діяльність.

### 2001 рік
- Анна-Галя Горбач (Німеччина), перекладач, видавець, меценат — за визначний внесок в українську літературу та її пропаганду за кордоном, а також подвижницьку благодійну діяльність.
- Станіслав Реп'ях (м. Чернігів), письменник — за значний внесок в українську літературу та її пропаганду за кордоном.
- Василь Слапчук (м. Луцьк), письменник — за значний внесок в українську літературу.
- Леся Бризгун-Шанта і Леся Храплива-Щур (Канада), громадські діячі, Леся Богуславець (Ткач) (Австралія), письменниця — за значний внесок у пропаганду української літератури та велику благодійну діяльність.
- Лілія Бондаревич (Черненко) (м. Прилуки), письменниця — за книги поезії і прози «Красавік кахання» («Квітень любові») та «Жанчына, якая нешта ведае» («Жінка, яка дещо знає»), які побачили світ в Україні білоруською та українською мовами, а також документально-публіцистичну повість «Зона грає блюз».
- Олександр (Олесь) Гордон (м. Львів), письменник, видавець — за упорядкування антологій «Позадесятники» і «Позадесятники-2», а також видання книг українських письменників у проєкті "Антологія «Число».
- Валерій Дубіль, Анатолій Радалов та Ірина Домінова (м. Прилуки), підприємці — за значну благодійну діяльність.

### 2002 рік
- Іван Кошелівець (посмертно) (Німеччина), літературознавець — за визначний внесок в українську літературу.
- Степан Горлач (Канада), письменник, голова Товариства приятелів України, Михайло (Майк) Найдан (США), перекладач та Іван Яцканин (Словаччина), письменник — за значний внесок в українську літературу.
- Дмитро Стус і Оксана Дворко (м. Київ), літературознавці — за упорядкування книги «Василь Стус. Листи до сина».
- Мар'ян Коць (США), видавець, Марія Фішер-Слиж (Канада), громадський діяч та Володимир Загорій (м. Київ), президент Ліги українських меценатів, генеральний директор АТ "Фармацевтична фірма «Дарниця» — за значну благодійну діяльність.
- Юрій Бедрик (Київ), письменник — за значний внесок в українську літературу.
- Марія Мостова, директор Чернігівської міської централізованої бібліотечної системи та Віктор Лабазов (м. Прилуки), головний редактор газети «Світанок над Сіверщиною» — за значну діяльність, спрямовану на захист української мови і культури та пропаганду сучасної української літератури.
- Василь Гаврилишин (Луцьк), голова правління акціонерного банку «Західінкомбанк», Сергій Кнуренко, голова ради ЧОО НДО «Нова Україна», голова правління ЗАТ «Новий Чернігів», Олександр Козик (Прилуки), генеральний директор приватного підприємства «Торговий дім „Калина“, Юрій Степанов, директор приватного підприємства „Біт“ та Георгій Трофімов (Чернігів), директор МПП „Дніпро“- за значну благодійну діяльність.

### 2003 рік
- Письменниця Емма Андієвська (Німеччина), письменниця — за визначний внесок в українську літературу.
- Андрій Тавпаш (м. Львів), президент АТ „Світоч“, Надя Яцик (Канада), Любомир Буняк, Львівський міський голова, Стенлі Пітерсон (Богдан Патик) (Канада) — за визначну благодійну діяльність.
- Творча група Національної радіокомпанії України (канал „Культура“) у складі: віце-президент Національної радіокомпанії України, директор каналу „Культура“ Леонтій Даценко, заступник головного редактора редакції літератури і театру Юрій Засенко, актори: заслужена артистка України Лариса Недін, заслужений артист України Борис Лобода, артисти Галина Стефанова та Юрій Ємельяненко, автор сценарію Світлана Короненко  — за цикл радіопередач за романом Михайла Слабошпицького про письменника розстріляного відродження Тодося Осьмачку „Поет із пекла“.
- Євген Баран (м. Івано-Франківськ), літературознавець, Петро Сорока (м. Тернопіль), письменник, літературознавець, головний редактор журналу „Сова“ — за значний внесок в українську літературу.
- Олександр Деко (Німеччина) — за новаторську розробку книжки-календаря Чернігівського земляцтва, його підготовку і видання трьох книжок таких календарів за 1997, 1998 та 1999 — 2000 роки, а також за значний внесок в поширення і пропаганду української літератури на Заході шляхом видання українського журналу „Соборність“ у Німеччині, за розбудову мостів братерства між українською та німецькою літературами.
- Лілія Григорович (м. Київ), народний депутат України — за значний внесок у пропаганду української літератури та благодійну діяльність.
- Роман Веретельник (Канада), літературознавець, викладач університету „Києво-Могилянська академія“, Михайло Сорока (м. Київ), головний редактор газети „Урядовий кур'єр“ — за значний внесок у пропаганду української літератури.
- Олександр Олійник (м. Чернігів), письменник, власкор Укрінформу, Наталія Гранич (м. Луцьк), письменниця, директор Волинської обласної бібліотеки для дітей — за значний внесок в пропаганду української літератури.
- Василь Ванчура (м. Тернопіль), директор видавництва „Джура“ та журналу „Сова“ — за подвижницьку видавничу діяльність.
- Олег Федоров (м. Донецьк), директор Донбаського історико-літературного музею Василя Стуса, Валерій Герасименко (м. Київ), директор державного підприємства з розповсюдження періодичних видань „Преса“, Олена Джола (м. Чернігів), президент благодійного фонду „Джерела добра“, Михайло Рождественський (м. Чернігів), директор (декан) підприємства „Комп'ютерна академія“ — за значну благодійну діяльність.

### 2004 рік
- Ігор Павлюк (м. Львів), письменник — за значний внесок в українську літературу.
- Володимир Берсенєв (м. Київ), директор Інституту проблем болю — за повість „Тримаю удар“ та визначну благодійну діяльність».
- Володимир Науменко (м. Харків), головний редактор журналу «Березіль», письменник — за значний внесок у пропаганду української літератури.
- Валентина Стрілько (м. Київ), президент Міжнародного освітнього фонду імені Ярослава Мудрого — за визначну благодійну діяльність.
- Група митців: головний редактор дитячої газети «Ліхтарик», письменник Віталій Леус (м. Чернігів), головний редактор журналу «Вісті Комбатанта» Роман Колісник (Канада), письменник Григорій Усач (Ізраїль), письменник, перекладач Степан Кузькін (м. Трубчевськ Брянської області, Росія) — за значний внесок у пропаганду української літератури.
- Михайло Гоян (Австралія), меценат — за визначну благодійну діяльність.
- Микола Будлянський (м. Чернігів), письменник, журналіст — за книгу нарисів «Соняшникова межа» та публіцистичні статті про ТОВ «Земля і воля».

### 2005 рік
- Віра Вовк (Бразилія) — за визначний внесок в українську літературу та її пропаганду за кордоном.
- Петро Коробчук (м. Луцьк) — за книги поезій «Гіллясте лице» і «Загальний вагон».
- Ірина Красуцька (м. Київ) — за значний внесок у становлення системи вітчизняної методичної преси для вчителів-словесників, а також вітчизняного підручникотворення.

### 2006 рік
- Володимир Кашка (м. Бахмач Чернігівської області) — за значний внесок в українську літературу.
- Єфраїм Баух (Ізраїль) — за книгу публіцистики «Позов історії».
- Станіслав Маринчик (м. Ічня Чернігівської області) — за двотомне видання творів, а також значний внесок у пропаганду української літератури.

### 2007 рік
- Віктор Баранов (м. Київ) — за значний внесок в українську літературу, зокрема романи «Притула» та «Смерть по-білому».
- Микола Мартинюк (м. Луцьк) — за значний внесок у пропаганду української літератури.
- Михайло Куницький (м. Київ) — за значну меценатську діяльність.

### 2008 рік
- Сергій Ткаченко (Київ — Нью-Йорк) — за значний внесок у пропаганду української літератури та редагування журналу «Ятрань».
- Всеволод Ткаченко (Київ) — за значний внесок у пропаганду української літератури та публікації в журналі «Ятрань».
- Ірина Кулаковська (Чернігів) — за книгу поезій «Скіфія Висохлих Сліз».
- Іван Корсак (м. Луцьк) — за подвижницьку підтримку книговидавничої сфери та значний внесок у пропаганду української літератури.
- Геннадій Комаров (Чернігів) — за організацію культурних та літературно-мистецьких акцій.

### 2009 рік
- Петро Кралюк (м. Острог Рівненської області) — за книги «Римейк» та «Реанімація»[1].
- Олександр Клименко (м. Луцьк) — за книгу «Supraphon»[1].
- Петро Пиниця (м. Городня Чернігівської області, посмертно) — за книги «Предчувствие», «Брезентоград», «Колобок»;
- Сергій Поляк (м. Чернігів, посмертно) — за картини з фондів Чернігівського художнього музею.
- Марко Роберт Стех (Канада) — за роман «Голос».

## 2010-ті

### 2010 рік
- Марко Павлишин (Австралія) — за книгу «Ольга Кобилянська. Прочитання»[2].
- Ярослав Поліщук — за книгу «І ката, і героя він любив… Михайло Коцюбинський. Літературний портрет»[2].
- Віктор Тканко (м. Чернігів) — за розвиток вітчизняного книговидання[2].
- Микола Тютюнник (м. Первомайськ Луганської області) — за історичний роман у віршах «Маруся Богуславка»[2].
- Луїза Оляндер (м. Луцьк) — за монографію «Волинський текст в українській та польській літературах (XIX—XX ст.)»[2].
- Олександр Шкурат (м. Чернігів) — за значну благодійну діяльність[2].

### 2011 рік
- Олександр Молодчий (посмертно), генерал-лейтенант авіації, двічі Герой Радянського Союзу, почесний громадянин Чернігова — за книги «У палаючому небі» та «Літаки ідуть у ніч».
- Роман Гром'як (м. Тернопіль), доктор філологічних наук, професор Тернопільського національного педагогічного університету ім. В. Гнатюка — за значну громадсько-політичну діяльність та наукові праці останнього десятиліття.
- Михайло Сидоржевський (м. Київ), письменник, журналіст — за створення та редагування «Української літературної газети».
- Михась Ткач, письменник, голова Літературної спілки «Чернігів», головний редактор журналу «Літературний Чернігів» — за книгу «Спадок».
- Том Кузнецов (м. Чернігів, посмертно), гвардії полковник авіації — за книги «Доля Героя» і «В небі Чорнобиля».
- Анатолій Сєрков (м. Луцьк), голова Волинської асоціації «Паритет» — за популяризацію надбань вітчизняної культури та багатолітню громадську діяльність.

### 2012 рік
- Оксана Забужко (м. Київ), письменниця, науковець — за визначний внесок в українську літературу та її пропаганду за кордоном.
- Василь Голобородько (м. Луганськ), письменник, лауреат Національної премії України імені Тараса Шевченка — за вишукане поєднання новаторства з традицією у власній творчості та неоціненний внесок у розвиток українського верлібру.
- Євгенія Лісіцина (Латвія), органістка — за втілення у життя видатного музичного проєкту — виконання всіх органних творів Іоганна Себастьяна Баха.
- Сергій Борщевський (м. Київ), письменник, перекладач — за послідовну роботу зі збагачення української літератури вагомими творами зарубіжних письменників.
- Микола Ткачук (м. Київ), декан філологічного факультету Тернопільського національного педагогічного університету імені В. Гнатюка, доктор філологічних наук, професор — за книгу «Наративні моделі українського письменства», а також публікації останніх років у періодиці.
- Петро Панчук (м. Київ), Заслужений артист України, актор Національного академічного драматичного театру імені Івана Франка — за створення численних записів аудіокниг української класики.
- Богдан Смоляк (м. Львів), письменник — за книгу поезій «Словник мовчання».
- Начальник регіонального медіа-центру Міністерства оборони України Валентин Буряченко (м. Чернігів), заступник начальника цього медіа-центру Вадим Мисник, голова Чернігівської обласної організації Національної спілки журналістів України, генеральний директор Чернігівської обласної державної телерадіокомпанії «Сівер-центр» Анатолій Тютюнник, голова правління Благодійного фонду імені двічі Героя Радянського Союзу Олександра Молодчого Олександр Кузнецов-Молодчий, директор цього фонду Тетяна Кузнецова-Молодча, голова Чернігівської обласної організації Всеукраїнської асоціації ветеранів-підводників Ігор Галутва, полковник запасу Віктор Малашенков — за послідовну, подвижницьку військово-патріотичну діяльність, зокрема участь у проєктах Чернігівської обласної державної телерадіокомпанії «Сівер-центр» та радіо «Новий Чернігів».

### 2013 рік
- Єтон Келменді (Бельгія), албанський письменник, твори якого опубліковані 22 мовами світу, лауреат Великої міжнародної премії «Solenzara» (Париж) та Національної премії «Din Mehmet» (Косово), член Асоціації європейських професійних журналістів (Брюссель) та Академії наук і мистецтв Європи (Париж) — за книгу поезій «На верхів'ї часу» (українською мовою);
- Дмитро Чистяк (м. Київ), письменник, перекладач, член-кореспондент Європейської академії наук, мистецтв і літератури — за плідну перекладацьку творчість із популяризації франкомовних авторів в Україні й українських — за кордоном, а також за оригінальний письменницький доробок;
- Петро Захаров (Російська Федерація, Удмуртська республіка), удмуртський письменник, перекладач, мистецтвознавець, головний редактор журналу «Инвожо», президент Удмуртського ПЕН-клубу — за переклади творів світової класики;
- Віктор Лазарук (м. Луцьк), письменник — за перший том роману-есе «Світязь»;
- Сограб Рагімі (Швеція), іранський письменник — за поетичні публікації в українських виданнях: журналах «Всесвіт», «ШО» та газеті «Література і життя»;
- Віра Чорний-Мешкова (Північна Македонія), письменниця, перекладач, громадський діяч — за книгу поезій «Київські епіграми» (українською мовою) і вагомий особистий внесок у дослідження української літератури та її популяризацію за кордоном;
- Войцех Пестка (Польща), письменник — за книгу есеїв «До побачення в пеклі» (українською мовою);
- Микола Малахута (м. Луганськ), письменник, головний редактор міжнародної «Літературної газети» та всеукраїнської газети «Луганський край» — за багаторічну творчу діяльність, подвижницьку видавничу, редакторську та перекладацьку працю;
- Микола Максимець (м. Чернівці), письменник, головний редактор видавничого дому «Букрек» — за книгу прози «Таємниця гори діда Лева» та значну видавничу діяльність;
- Декан філологічного факультету Ніжинського державного університету імені Миколи Гоголя, письменник Олександр Забарний, директор Чернігівського обласного художнього музею імені Григорія Галагана Ірина Ральченко, письменник, журналіст Віталій Божок (Чернігівська область) — за значний внесок у пропаганду української культури, зокрема участь у літературно-мистецьких проєктах радіо «Новий Чернігів»;
- Віктор Мозоль (м. Луцьк), меценат — за значну благодійну діяльність.

### 2014 рік
Лауреатами у 2014 стали:
1. Болгарські письменники, лауреати міжнародних і національних літературних премій:
  1. Димитр Христов — за монодраму «Мерилін Монро: тріумф і агонія» (український переклад Анни Багряної);
  2. Боян Ангелов — за збірку віршів «Вибір» (українською мовою)
  3. Елка Няголова — директор Слов'янської літературно-мистецької Академії — за поетичну творчість та активну популяризацію української літератури в Болгарії;
2. Дмитро Дроздовський (м. Київ) — письменник, науковець, перекладач, головний редактор журналу «Всесвіт» — за редагування й тематичне осучаснення журналу іноземної літератури «Всесвіт», популяризацію англомовних, іспаномовних літератур, а також шекспірознавчих досліджень в Україні;
3. Голова Чернігівської обласної ради Микола Звєрєв — за громадську діяльність, відстоювання свободи слова та підтримку українського книговидання; бізнесмен, меценат Олег Шандар (м. Київ) — за благодійницьку діяльність на користь вітчизняної культури;
4. Туркменський письменник Ак Вельсапар (Швеція) — за книгу оповідань «Смарагдовий берег» (українською мовою) та публікації поезії і прози в «Українській літературній газеті», журналах «Всесвіт», «Березіль», «Бористен», «Золота пектораль»;
5. Письменник, перекладач, член Болгарської академії наук і мистецтв, Європейської академії наук, мистецтв і літератури (м. Париж), Бразильської академії словесності, Академії наук вищої освіти України Атанас Ванчев де Трасі (Франція) — за збірку поезій «Світло у світлі» (журнал «Радуга»);
6. Письменник, директор Міжнародної літературної Академії «Македонія презент» і видавництва «Фенікс», головний редактор часописів «Тренд» і «Літературна академія», лауреат міжнародних та національних премій Хрісто Петрескі (Республіка Македонія) — за літературну творчість та зміцнення українсько-македонських літературних зв'язків;
7. Письменник Володимир Ільїн (м. Київ) — за поему «Homo Karadagus», збірки лірики «Окремини душі» й «Епідемія самотності», а також переклади віршів Папи Іоанна Павла II — українською мовою («Римський триптих») та Ігоря Римарука — російською мовою («Доброе время твоё…»); письменник Євген Чигрин (Росія) — за книгу віршів «Погонич» (українською мовою, переклад Ігоря Павлюка); письменник Георгій Дзюба (Росія) — за роман «Во всём виноват Гоголь»; письменник, академік Ауезхан Кодар (Казахстан) — за повість «Порог невозврата»;
8. Літературознавці, доктори філологічних наук, професори Тернопільського національного педагогічного університету імені В. Гнатюка Мар'яна і Зоряна Лановики (м. Тернопіль) — за книгу «Українська усна народна творчість»;
9. Письменниця, перекладач Люба Ґавур (США) — за подвижницьку перекладацьку діяльність, а також власні поетичні й прозові публікації в журналі «Золота пектораль»;
10. Письменниця Людмила Шутько (Італія) — за збірку казок «Закон радості» (українською та італійською мовами);
11. Перекладачі Роксана Кжемінська, Анна Тилютка, Маріанна Хлопек-Лабо, художниця Ядвіґа Квятковська (Польща) — за значний внесок у пропаганду української літератури в Польщі;
12. Художній керівник і головний диригент Чернігівського академічного народного хору обласного філармонійного центру фестивалів та концертних програм, заслужений діяч мистецтв України Володимир Коцур, завідувач художньо-постановочною частиною хору Анатолій Покришень і генеральний директор — художній керівник обласного філармонійного центру, заслужений діяч мистецтв України Юрій Кравчук (м. Чернігів) — за відродження самобутніх звичаїв і традицій українського народу, інноваційну діяльність у створенні репертуару, популяризацію фольклористики рідного краю.

Переможців визначав комітету у складі:
- Сергій Дзюба — голова журі, письменник, президент ГО «Чернігівський інтелектуальний центр», голова Чернігівської міської організації Національної спілки журналістів України, почесний професор Луцького інституту розвитку людини Університету «Україна»,
- Михайло Сидоржевський — голова Київської міської організації Національної спілки письменників України, головний редактор «Української літературної газети»,
- Василь Голобородько — письменник, лауреат Національної премії України імені Тараса Шевченка,
- Петро Кралюк — письменник, доктор філософських наук, професор, перший проректор Національного університету «Острозька академія»,
- Олександр Клименко — письменник, літературний критик, лауреат міжнародних премій.

### 2015 рік
Лауреатами у 2015 стали:
1. Грузинський і український письменник Рауль Чілачава (м. Київ) — за упорядкування та переклад вісімдесяти поезій Кобзаря, які увійшли до книги-альбому «Тарас Шевченко. Думи мої» (українською та грузинською мовами);
2. Письменник, видавець, громадський та політичний діяч, перший заступник голови Національної спілки письменників України Володимир Шовкошитний (м. Київ) — за роман «Боривітри»;
3. Поет, консул Генерального консульства Республіки Польща в Луцьку Кшиштоф Савіцкі (Польща) — за поетичну збірку «Околиці світу»;
4. Письменник Бенедикт Дірліх (Німеччина) — за поетичні публікації в Україні та визначний внесок у пропаганду верхньолужицької культури, літератури і мови в світі;
5. Письменник, кінодокументаліст, тележурналіст Юрій Багрянцев (м. Київ) — за багаторічну подвижницьку працю у створенні краєзнавчих телефільмів про історичні та культурні пам'ятки України й літературні твори патріотичного змісту;
6. Доктор фізико-математичних наук, професор, член-кореспондент НАН України, президент Малої академії наук Станіслав Довгий (м. Київ) — за внесок у популяризацію шевченківської спадщини в Україні та за кордоном, зокрема за створення науково-освітнього проєкту «Портал Шевченка»;
7. Письменник Гурген Баренц (Гурген Карапетян) (Вірменія) — за власну багатогранну творчість та численні переклади з вірменської і слов'янських мов (зокрема української), невтомне літературне подвижництво «посла миру», яке єднає народи; літературознавець, доктор філологічних наук, професор Сусанна Ованесян (Вірменія) — за першу фундаментальну наукову біографію класика світової літератури Ованеса Туманяна, великий внесок у туманянознавство, плідну й активну пропаганду актуальних проблем дослідження життя і творчої діяльності Ованеса Туманяна, літературні мости між вірменською й українською літературами;
8. Зарубіжні письменники, відзначені за власний доробок та пропаганду української літератури:
  - прозаїк, головний редактор інтернет-альманаху «Порт-Фоліо» Михайло Блехман (Канада) — за романи, п'єси, оповідання та актуальні статті на українську тематику;
  - письменник Бранко Цветкоскі (Македонія) — за визначну поетичну творчість;
  - поетеса, директор Удмуртського ПЕН-клубу, заступник редактора журналу «Инвожо» Лариса Орєхова (Удмуртія) — за збірку віршів «Безмежний Ліс» (Естонія), а також майстерні переклади творів світової класики;
  - письменник Алекс Врубель (Велика Британія) — за поетичну книжку «Піщинки часу»;
  - поет Володимир Федоров — за вагомий внесок у пропаганду та розвиток сучасної світової поезії;
  - письменник, доктор філософських наук Олексій Грякалов — за збірку інтелектуальної прози «Печальна почвара окраїни» та монографію «Лист і подія»;
  - літературознавець, доктор філологічних наук Наталія Грякалова (Росія) — за монографію «Людина модерну»;
  - письменник-сатирик, поет, публіцист Марсель Салімов (Башкортостан) — за книжку «Сміх — вище пояса»;
9. Письменниця Лана Перлулайнен (м. Львів) — за книгу вибраних поезій «Вітер часу» та роман «Мася або Правила ходіння проти вітру»; письменниця Світлана Антонишин (м. Броди Львівської області) — за збереження і продовження класичних традицій української літератури у книгах поезій «Закон самозбереження душі», «Бар'єр», повісті-феєрії «Ображена трава»;
10. Меценат, громадський діяч, депутат Чернігівської обласної ради Віктор Кияновський (м. Ічня Чернігівської області) — за подвижницьку громадську та благодійну діяльність;
11. Письменник, директор Інституту Українського Вільного Козацтва імені Антона Кущинського, доктор права Олександр Панченко (м. Лохвиця Полтавської області) — за популяризацію духовно-культурних надбань українського народу, діяльність у галузі україністики, внесок у справу утвердження Української державності, зміцнення духовності й патріотизму нашого народу, видавничу діяльність, 25-літню національно-державницьку позицію в обороні прав, свобод і засад окремішності українського народу;
12. Письменник Ігор Моісєєнко (м. Кременчук Полтавської області) — за активну письменницьку та громадську діяльність у справі побудови суспільства життєдайної моралі;
13. Письменник Станіслав Маринчик (м. Ічня Чернігівської області) — за подвижницьку культурну, краєзнавчу та громадську діяльність;
14. Меценат Олександр Сенчик (смт. Парафіївка Ічнянського району Чернігівської області) — за благодійну діяльність.

### 2016 рік
Лауреатами у 2016 стали:
1. Літературознавець, директор Інституту літератури імені Тараса Шевченка НАН України, доктор філологічних наук, академік НАН України, Шевченківський лауреат Микола Жулинський (м. Київ) — за визначний внесок в українську літературу, подвижницьку державотворчу діяльність;
2. Письменник, Шевченківський лауреат Валерій Шевчук (м. Київ) — за книгу спогадів «На березі часу. Ті, котрі поруч»;
3. Літературознавці Михайлина Коцюбинська (м. Київ) (посмертно) та Юлій Коцюбинський (м. Чернігів) (посмертно) — за визначну наукову та громадську діяльність;
4. Зарубіжні письменники, перекладачі, журналісти, громадські діячі:
  - верхньолужицькі письменники Бено Будар та Доротея Шолчина (Шолце) (Німеччина) — за визначну літературну діяльність;
  - поет, художник Кіцьор Кшиштоф Косцєша (Польща) — за поетичну збірку «Поезія у перекладі волинських поетів. Картини»;
  - письменниця, сценарист, головний редактор журналу «Новий Світ» Альона Жукова (Канада) і письменник, публіцист, головний редактор газети «Перекрёсток Виннипег», заступник головного редактора журналу «Новий Світ» Михайло Співак (Канада) — за власний творчий доробок, випуск журналу «Новий Світ» та популяризацію сучасної української літератури в Канаді;
  - письменник, громадський діяч Славімір Ґенчев (Болгарія) — за літературну творчість і популяризацію української культури в Болгарії;
  - поет, прозаїк Марек Вавжинський (Польща) — за поетичну збірку «На марґінесах»;
  - головний редактор газети «Голос України в Західному Сибіру», заслужений журналіст України, письменник Микола Свінтицький (Російська Федерація) — за роман «Генерал Акайчиков»;
  - письменник Нурлан Джилкішиєв (Казахстан) — за літературну та громадську діяльність;
  - арабський письменник, перекладач Абдельваххаб Аззаві (Сирія) — за книжки «Випадковий смуток» (Сирія), «НОТА — небеса свободи» (Єгипет) та «Мозаїка облоги» (Ліван), а також переклади віршів українських поетів і їх публікацію в арабських виданнях;
  - письменник, перекладач Мілан Грабал та перекладач, україніст, доктор мистецтвознавства Петр Каліна (Чехія) — за власний творчий доробок та значний внесок у пропаганду української літератури в Чехії;
5. Заступник директора Інституту літератури імені Тараса Шевченка НАН України, літературознавець Сергій Гальченко (м. Київ) — за підготовку факсимільних видань рукописної та малярської спадщини Тараса Шевченка, випущених до 200-річчя від дня його народження;
6. Письменник, громадський діяч Віталій Шевченко (м. Київ) — за підготовку низки авторських та колективних історико-краєзнавчих видань про Ічнянщину («Енциклопедія Ічнянщини», «Оживає минувшина» в трьох томах, «Літератори Ічнянщини. 100 імен…», «Щоденники Костянтина Самбурського за 1918—1928 роки»);
7. Письменник, перекладач Станіслав Шевченко (м. Київ) — за багатогранне висвітлення українських реалій у поетичних збірках «Квіти небесні земної любові», «Під сузір'ям Пасіки», «Дім для душі»; за пропаганду української культури медійною, літературною та кіносценарною діяльністю; за творчий внесок у зближення української та сусідніх культур, зокрема його двомовними перекладними виданнями з польської літератури та іншими творами;
8. Письменниця, доктор культурології Євгенія Більченко (м. Київ) — за талановитий поетичний внесок у сприяння миру і міжкультурного діалогу;
9. Художник, голова правління Волинської організації Національної Спілки художників України Володимир Марчук (м. Луцьк)– за багаторічну натхненну працю зі створення та розбудови одного з найбільших культурних просторів Західної України — Галереї мистецтв у Луцьку, поглиблення культурно-мистецької комунікації українсько-польського Пограниччя у царині сучасного іконопису і сакрального живопису, постійну та всебічну промоцію талановитої української молоді;
10. Письменник, тележурналіст, редактор журналу «Бористен» Фідель Сухоніс (м. Дніпропетровськ) — за багаторічну письменницьку та журналістську роботу, спрямовану на ознайомлення читача з життям і діяльністю західної української діаспори, зокрема за видання художньо-публіцистичних збірників і книг: «Українська Америка зблизька», «Україна за Атлантикою», «Америка у вишиванці», «Калинова гілка кленового дерева», «Ріо де Україна» та «І знову я в Америці»; письменниця Еліна Заржицька (м. Дніпропетровськ) — за значні успіхи в національно-патріотичному вихованні дітей та підлітків, прищеплення їм патріотичного ставлення до рідної землі засобами художньої літератури; письменник, есеїст Віктор Палинський (м. Львів) — за талановиту інтерпретацію гоголівської містичної теми у сучасній прозі, бережливо-новаторське ставлення до барокових літературних традицій та майстерні стилістичні експерименти у царині літературно-мистецької есеїстики; письменниця Елла Леус (м. Одеса) — за книгу-дилогію «Антипадение»;
11. Перекладач Андрій Євса (посмертно) (Одеса) — за переклади творів класиків світової літератури та сучасних українських письменників, значний внесок у пропаганду української літератури в світі; письменники Святослав Хрикін (посмертно) та Станіслав Рибалкін (посмертно) (м. Чернігів) — за подвижницьку літературну діяльність;
12. Краєзнавець Марія Вощевська (м. Київ) — за книжку-дослідження «Мій край. Люди і долі»; заступник голови «Чернігівського земляцтва в місті Києві», керівник Ічнянського відділення Микола Вощевський (м. Київ) — за визначну громадську та благодійну діяльність.

### 2017 рік
Лауреатами у 2017 стали:
1. Українські письменники, Шевченківські лауреати Володимир Дрозд (посмертно) та Ірина Жиленко (посмертно) (м. Київ) — за визначний внесок в українську літературу;
2. Казахський, український вчений, доктор філософських та політичних наук, професор, академік Академії мистецтв Казахстану, член Національної спілки письменників України та міжнародного ПЕН-клубу Рустем Жангожа (м. Київ) — за вагомий науковий, творчий внесок у популяризацію української народної та писемної культури;
3. Зарубіжні письменники, науковці та перекладачі, відзначені за власний вагомий доробок, пропаганду високохудожньої літератури, культури та загальнолюдських цінностей:
  - Генеральний секретар Асоціації індійських письменників, поет Ашис Санйал (Індія, Бангладеш) — за творчий доробок бенгальською мовою та визначну творчу і громадську діяльність, пропаганду української літератури в Індії та Бангладеш;
  - Польський прозаїк, драматург, есеїст, художник Славомир Мрожек (посмертно) (Франція) — за видатний внесок у світову літературу;
  - Письменник, науковець, академік, ректор Казахського національного університету імені аль-Фарабі, віце-президент Національної Академії наук РК Галимкаір Мутанов (Казахстан) — за видатну наукову діяльність та високодуховний поетичний доробок;
  - Письменник, перекладач, громадсько-політичний діяч, засновник Дому Абая в Англії, Міжнародного клубу Абая та журналу «Аманат» Роллан Сейсенбаєв (Казахстан) — за роман «Мертві бродять у пісках»;
  - Письменник, перекладач і академік Рісто Василевскі та письменник, головний редактор газети «Književne novine» (Белград), доктор філологічних наук, професор та академік Мічо Цв'єтіч (Сербія) — за визначну літературну діяльність і внесок у пропаганду української літератури;
  - Вчений Дитріх Шолце (Німеччина) — за видатну наукову та громадську діяльність, особливо в галузі славістики й українсько-серболужицьких зв'язків;
  - Письменник та музикант Томаш Навка, публіцист Альфонс Вічас (Німеччина) — за визначну творчу та громадську діяльність, високодуховну пропаганду верхньолужицької культури, літератури і мови в світі;
  - Доктор культурології Олексій Давидов (Російська Федерація) — за книжку «Душа Гоголя. Досвід соціокультурного аналізу»;
  - Поет, перекладач, публіцист, літературний критик, головний редактор журналу «Новая Немига литературная» Анатолій Аврутін (Білорусь) — за двотомник вибраних творів «Времена» та великий особистий внесок у справу зближення слов'янських літератур;
  - Поет, композитор, автор популярних пісень, видавець, перекладач, керівник Міжнародної літературно-мистецької Академії в Бухаресті Пауль Полідор (Румунія) — за визначну творчу і громадську діяльність; пропаганду літератури, культури й історії України, любові та миру між народами; публікації на тему свободи слова і пам'яті журналіста Георгія Ґонґадзе;
  - Письменниця, засновник Міжнародного творчого фестивалю на Тіносі і журналу «9 муз», президент Міжнародної Академії культури «9 муз» Ірина Анастасіаді (Греція) — за визначну творчу діяльність;
  - Почесний консул України в Чорногорії Предраг Мілович (Чорногорія) — за вагомий внесок у популяризацію української культури в Чорногорії;
  - Письменниця, громадський діяч Олена Ананьєва (м. Одеса, Україна — Німеччина) — за роман-трилогію «Беженцы. No way. SOS» і з нагоди 25-річчя діяльності Творчої асоціації «Золоті майстри Одеси»;
  - Письменниця Галина Шитікова де Ескобар (Болівія) — за визначну творчу діяльність;
  - Перекладач Галина Дубик (Польща) — за ініціативу та професійні здобутки у царині художнього перекладу;
4. Засновники та очільники всеукраїнського порталу «Жінка–УКРАЇНКА»: громадський діяч Юрій Пероганич і письменниця, публіцист Тетяна Череп-Пероганич (м. Київ) — за значну творчу та громадську діяльність;
5. Літературознавець, доктор філологічних наук, професор Володимир Кузьменко (м. Київ) — за визначну наукову діяльність;
6. Художній керівник Чернігівського обласного театру ляльок імені Олександра Довженка, заслужений артист України Віталій Гольцов (м. Чернігів) — за створення дилогії вистав за творами Тараса Шевченка та Михайла Коцюбинського («Великий льох» Тараса Шевченка, «Казковий світ Михайла Коцюбинського» — за творами «Хо» та «Ялинка»); за створення самобутнього репертуару за українськими народними казками, популяризації його засобами театру ляльок (книжка п'єс «Вовченятко з казкової торби»; вистави за п'єсами: «Вовченятко з казкової торби», «Як король мову шукав» та «Казка про Котигорошка»);
  - Директор Чернігівського обласного театру ляльок імені Олександра Довженка Тетяна Коваль (м. Чернігів) — за значну театральну діяльність і популяризацію творів сучасних українських письменників;
7. Письменник, перекладач Олег Гончаренко (Мелітополь Запорізької області) — за створення мобільної виставки фото-поетичних колажів «АТО. Моменти істини» і переклади українською мовою роману «Римські цифри» Михайла Блехмана (Канада) та повісті «День, коли обвалився світ» Роллана Сейсенбаєва (Казахстан), надрукованої в журналі «Всесвіт»;
8. Письменник Леонід Терехович (посмертно) (Чернігівська область) — за мужню, самовіддану, подвижницьку, патріотичну, національно визвольну діяльність в умовах тоталітаризму та книжку віршів «Свідомо став на муку»;
9. Фотохудожник, фотожурналіст Валерій Інютін (посмертно) (м. Чернігів) — за видатну творчу діяльність;
10. Меценат, директор ПАТ «Кремінь» Олександр Сенчик (Парафіївка Ічнянського району Чернігівської області) — за визначну благодійну діяльність;
11. Журналіст Сніжана Божок (м. Бобровиця Чернігівської області) — за значну публіцистичну, журналістську та громадську діяльність;
12. Громадський діяч, журналіст, письменник Богдан Теленько (м. Хмельницький) — за плідну багаторічну діяльність на поприщі культури.

### 2018 рік
Лауреати 2018 року:
1. Народний письменник Казахстану, Герой Праці, літературознавець Олжас Сулейменов (Казахстан) — за видатний внесок у світову літературу;
2. Український письменник та перекладач Василь Барка (посмертно) (США) — за визначний внесок в українську літературу;
3. славіст-мовознавець, історик української літератури, літературний і театральний критик, активний учасник наукового та культурного життя української еміграції, Шевченківський лауреат Юрій Шевельов (Шерех) (посмертно) (США) — за визначний внесок в українську літературу;
4. поет, перекладач, прозаїк, літературознавець, педагог та радіожурналіст, Шевченківський лауреат Ігор Качуровський (посмертно) (Німеччина) — за видатний внесок у світову та українську літературу;
5. Популярний поет-гуморист і сатирик Павло Глазовий (посмертно) (м. Київ) — за визначний внесок в українську літературу;
6. Архітектор інформаційних технологій, дослідник історії Києва, автор більше тисячі статей у Вікіпедії Олег Юнаков (м. Нью-Йорк, США) — за книгу (монографію) «Архітектор Йосип Каракіс»;
7. Поет, перекладач, голова Мінської організації Спілки письменників Білорусі, лауреат Державної премії Білорусі Михась Пазняков (Білорусь) — за збірку віршів «Тепло ромашкової завії» (українською мовою);
8. Письменник Володимир Тулінов (Білорусь) — за книгу «Гвардійці Гіппократа» та значну творчу, подвижницьку, патріотичну діяльність;
9. Поет, композитор, режисер Тетяна Жилінська (м. Мінськ, Білорусь) — за книгу поезії «Мандрівні гіперболи»;
10. Поетеса, прозаїк Світлана Новик (Білорусь, Україна) — за книжку спогадів дітей війни «Розстріляне сонце», повість-казку «Дар предків» та історичний роман про боротьбу українців за свою незалежність у другій половині XVII століття «Прокляття білого лебедя», а також за популяризацію української літератури в Білорусі;
11. Літературознавці: професор Нгуєн Хоанг Хиу і доцент Нгуєн Суан Хоа (В'єтнам) — за значну наукову діяльність, популяризацію української літератури у В'єтнамі;
12. Поетеса, перекладач Тхі Хоа Лі До (В'єтнам, Україна) — за яскравий творчий доробок і значний внесок у популяризацію української літератури у В'єтнамі;
13. Декан філологічного факультету Казахського національного університету імені аль-Фарабі, доктор філологічних наук, професор Омірхан Абдиманули (Казахстан); завідувачка кафедри казахської літератури і теорії літератури філологічного факультету КазНУ імені аль-Фарабі, доктор філологічних наук, професор Алуа Темірболат (Казахстан) — за значний внесок у розвиток літературознавства;
14. Кандидат історичних наук, доцент факультету журналістики КазНУ імені аль-Фарабі Гюльнар Муканова (Казахстан) — за значний внесок у популяризацію української літератури в Казахстані та глибокі історичні дослідження і відновлення справедливості щодо незаконно репресованих людей;
15. Художник, президент Київської обласної федерації тхеквондо та спортивного клубу «Нага» Ук Дара Чан (Камбоджа, Україна) — за значну творчу та громадську діяльність;
16. Президент Всеукраїнської громадської організації (ВГО) «Діаспора чеченського народу», громадський діяч і меценат Даніл Гончаров (м. Київ); голова правління ВГО «Діаспора чеченського народу», громадський діяч Салман Садаєв (Київ); відповідальний секретар ВГО «Діаспора чеченського народу», керівник студії з вивчення мови, культури і традицій чеченського народу, викладач чеченської мови та перекладач (зокрема, переклала Гімн України чеченською мовою) Тамара Сангарієва (м. Київ) — за значну громадську діяльність, яка єднає народи;
17. Гурт «Смоляни» (Ольга Євченко, Микола Перець, Роман Кизюн) (Борзнянський район Чернігівської області) — за визначну творчу, патріотичну діяльність;
18. Меценат, науковець Володимир Хоменко (м. Київ) — за сприяння у виданні та розповсюдженні української книги;
19. Директор ПСП «Авангард», громадський діяч та меценат Василь Булах (с. Курінь Бахмацького району Чернігівської області) — за значну благодійну та громадську діяльність на благо України;
20. Директор ПАТ «Кремінь», меценат Олександр Сенчик (селище Парафіївка Ічнянського району) — за постійну благодійну турботу про рідне селище, земляків, розвиток високої культури, духовності, активну військово-патріотичну діяльність;
21. Письменниця Ольга Чепка (м. Умань Черкаської області) — за книжки «Будить березень берізки» та «Збережімо природу!»;
22. Письменник Леонід Капелюшний (м. Одеса) — за книгу «Дике поле»;
23. Письменник Ярослав Савчин (Івано-Франківська область) — за книжку прози «Вічні рути»;
24. Письменниця Марія Ткачівська (м. Івано-Франківськ) — за книжку «Я і мій Дон Жуан».

### 2019 рік
Лауреатами стали:
1. Письменник, генерал-отаман Українського Козацтва, мужній борець за незалежну Україну в радянські тоталітарні часи, соратник Василя Стуса, — Дмитро Шупта (м. Одеса) — за книгу віршів «Козацьке коло»;
2. Генеральний директор ТОВ «Земля і воля», Герой України, меценат Леонід Яковишин (Бобровиця Чернігівської області) — за визначну благодійну діяльність;
3. Український художник, графік, мистецтвознавець, поет, перекладач Святослав Гординський (США) (посмертно), український письменник, перекладач, критик, режисер Ігор Костецький (Німеччина) (посмертно),  науковець (філолог, славіст, україніст), педагог та видавець Олекса Горбач (Німеччина) (посмертно), перекладач Віра Річ (Англія) (посмертно) — за визначний внесок в українську літературу; письменник Володимир Брюгген (м. Харків) (посмертно) — за визначний внесок в українську літературу;
4. Журналіст, заслужений працівник культури України Юрій Плаксюк (м. Київ) — за книжку «Все в минулому» у 2-х томах;
5. Письменниця Юлія Чернінька (м. Київ) — за роман «Лицар Смарагдієвого Ордену»;
6. Доктор філологічних наук, професор Ніжинського державного університету імені Миколи Гоголя Григорій Самойленко (м. Ніжин) — за монографію «Повість Миколи Гоголя „Тарас Бульба“ в українському текстологічному, соціологічному та мистецькому вимірах», а також вагомий особистий внесок у вивчення і популяризацію творчості М. В. Гоголя;
7. Письменниця, науковець, журналістка Тетяна Сидоренко (м. Ніжин Чернігівської області) — за книжки прози «Ігри з Іваном» та «Ольга, дружина Пікассо»;
8. Відомі закордонні поети, прозаїки, перекладачі, науковці, громадські діячі, художники, дизайнери, актори, режисери, драматурги, композитори: 
  - Директор Театру музики та поезії «Агадір», композитор Ондржей Фуціман, засновник Театру музики та поезії «Агадір», драматург і сценарист Мілена Фуціманова (м. Брно, Чехія) — за значну творчу діяльність та популяризацію української літератури в Чехії;
  - Художник, дизайнер, громадський діяч, керівник міжнародного Арт-центру «Klas's Arts Center San Francisco» Алекс Клас (м. Сан-Франциско, США) — за значну творчу та громадську діяльність;
  - Директор департаменту міжнародного співробітництва Казахського національного університету імені аль-Фарабі, кандидат філологічних наук Айжан Смаілова (м. Алмати, Казахстан) — за значну наукову і міжнародну діяльність;
  - Науковець та громадський діяч Марко Антоніо Ескобар Селеме (м. Кочабамба, Болівія) — за значну наукову та громадську діяльність;
9. Композитор, автор та виконавець пісень, лауреат всеукраїнських конкурсів і фестивалів Петро Лойтра (м. Мала Виска Кіровоградської області) — за значну творчу діяльність;
10. Письменниця Людмила Нікуліна (м. Харків) — за книжки прози «Тіні без тіней» (про Миколу Гоголя) і «Черга за продовженням»;
11. Письменниця Єлизавета Мельниченко (м. Київ) — за сатиричну книгу «І засяє сонце».

## 2020-ті

### 2020 рік
Лауреатами стали:
1. Поет, народний артист України Андрій Демиденко (м. Київ) — за поетичну книгу «Вибухають кульбаби» та визначну творчу діяльність;
2. Письменник, лауреат Національної премії України імені Тараса Шевченка Василь Слапчук (м. Луцьк) — за книгу «Роман & роман»;
3. Поет, публіцист, есеїст та перекладач, лауреат Національної премії України імені Тараса Шевченка Дмитро Кремінь (м. Миколаїв) (посмертно) — за видатний внесок в українську літературу;
4. Письменниця Антонія Цвід (м. Київ) — за поетичну збірку «Між двох рапір»;
5. Письменник Сергій Куліда (м. Київ) — за двотомник документально-художніх розслідувань «Червоні шпигуни» та оборону рідного слова як головного редактора «Літературної України»;
6. Меценати Галина та Олександр Гереги (м. Київ) — за багаторічну доброчинну діяльність, спрямовану на розбудову України;
7. Композитор Олександр Яковчук (м. Київ) — за визначні досягнення в музичній творчості;
8. Письменник, головний редактор журналу «Дзвін» Юрій Коваль (м. Львів) — за подвижницьке творення всеукраїнського журналу «Дзвін», який вийшов на високий європейський і світовий рівень;
9. Закордонні поети, прозаїки, перекладачі, науковці, громадські діячі, видавці:
  - Директор мистецького об'єднання «Майстерні культури» Ґжеґож Жепецький (Польща) — за видавничу діяльність та ініціативи з подолання культурних бар'єрів і ламання стереотипів, втілені у рамках книжкової серії «Східний Експрес», яка популяризує літератури народів Серединної і Східної Європи;
  - Прозаїк, драматург, перекладач, видавець та громадський діяч Генріх (Геннадій) Дік (Німеччина) — за книжки з п'єсами, казками та іронічними оповіданнями і особливу роль у популяризації дитячої літератури, поезії з організацією міжнародних конкурсів, випуском збірників казок та книжок із віршами авторів із різних країн світу німецькою мовою;
  - Літературний критик Людмила Воробйова (Білорусь) — за книжку критики «Единство вечных истин»;
  - Письменниця Олена Улановська (США) — за книгу «Апокаліпсис»;
  - Директор видавництва Казахського національного університету імені аль-Фарабі Алмаз Асан (Казахстан) — за великий внесок у популяризацію літератури народів світу;
  - Перекладач, науковець Фотіні Папаріга (Греція)  – за популяризацію української літератури в світі;
  - Чеський перекладач, публіцист Томаш Вашут (Чехія, Угорщина) — за власний доробок і популяризацію української літератури в Чехії, Румунії та Угорщині;    
  - Поет, дипломат Шохін Самаді (Таджикистан) — за власний доробок і популяризацію української літератури в Таджикистані;
  - Письменниця та перекладач Алфавзія Нуррахмі (Індонезія) — за власний доробок і популяризацію української літератури в Індонезії;
  - Перекладач, громадський діяч Амаду Ба (Малі) — за популяризацію української літератури на африканському континенті;
  - Науковець, перекладач Аль-Хузай Омар (Ірак) — за популяризацію української літератури в арабських державах;
10. Письменники, науковці, перекладачі, журналісти, митці, громадські діячі та меценати, відзначені за власний доробок, а також — значний внесок у популяризацію рідної культури:
  - Дует авторської пісні Інна й Тетяна Чабан (м. Чернігів) — за значну творчу діяльність та популяризацію української пісні;
  - Поетеса, громадський діяч Галина Запорожченко (м. Миколаїв) — за книжку віршів «Хай святиться надія» та значну творчу, просвітницьку й громадську діяльність, популяризацію українського поетичного слова;
  - Заслужений артист України, поет, композитор, співак Ярослав Музика (м. Львів) — за збірку віршів та поем «Горіхова осінь», а також за опоетизування вперше в українській літературі величних постатей Івана Федорова та Іоана-Георга Пінзеля;
  - Заслужений художник України Генрі Ягодкін (м. Київ) — за визначну творчу та педагогічну діяльність;
  - Заслужена артистка України, режисер, доцент кафедри кіно-, телемистецтва КНУКіМ Юлія Раденко (м. Київ) — за вагомий внесок у розвиток національної культури та театрального мистецтва;    
  - Письменник Олександр Медко (м. Запоріжжя) — за створення нелінійного поетичного простору: філософських узагальнень української ментальності, що об'єднує  зриме, осяжне і — глибинне, трансцендентне у книзі «Категорія Sacrum» (видавництво «Дике Поле», 2017 р.);
  - Письменник Василь Зима (м. Київ) — за книжку «Сільська любов та інші жахіття».

### 2021 рік
Лауреатами стали:
1. Письменник Олег Чорногуз (Вінницька обл.) — за книжку «Тінь генія»;
2. Письменник, журналіст Григорій Войток (Бобровиця Чернігівської обл.) — за талановиту трилогію «Безбатченки» та визначну творчу діяльність;
3. Автори циклу науково-популярних фільмів «Цивілізація Incognita», присвячених історії Античної України: керівник проєкту, автор сценарію, професор Валерій Бебик, генеральний менеджер проєкту, виконавчий директор Телеканалу «Київ» Юрій Лященко, режисер проєкту, режисер Телеканалу «Київ» Анастасія Устюжаніна, редактор проєкту, заступник головного редактора газети «Голос України» Віталій Суддя, редактор проєкту, директор Радіо «Київ» Наталія Лященко (м. Київ) — за науково-популярні фільми «Український Херсонес: антична історія Севастополя», «Геракл — герой України» й «Історія та міфи цивілізацій: Європа & Азія»;
4. Український поет, літературознавець Богдан Рубчак (посмертно) (США) — за видатний внесок в українську літературу;
5. Кінорежисер, кіносценарист, актор, поет, драматург та телеведучий Ельдар Рязанов (посмертно) (Росія) — за визначну творчу діяльність;
6. Письменник, журналіст та перекладач, головний редактор журналу «Түрк дүйнөсүнүн адабияты» («Література тюркського світу»), генеральний директор Міжнародної громадської Академії Поезії Айдарбек Сарманбетов (Киргизстан) — за книжку прози «Людина без Батьківщини» (українською);
7. Письменник та перекладач Сантош Кумар Покхарел (Непал) — за власний творчий доробок і популяризацію української літератури в Непалі та Індії;
8. Письменники, науковці, перекладачі, журналісти, митці, громадські діячі та меценати, відзначені за власний доробок, а також — значний внесок у популяризацію рідної культури:
  - Письменниця Надія Бойко (м. Львів) — за збірку поезій «Між дійсністю і мрією» та популяризацію українського поетичного слова;
  - Письменник, доктор теологічних та кандидат історичних наук, отець Василь Погорецький (м. Копичинці Гусятинського району Тернопільської обл.) — за книжку «Микола Гоголь: Споглядання вічності. Філософсько-теологічний вимір»;
  - Письменник Анатолій Василенко (м. Київ) — за книжку «Відьма»;
  - Письменник, журналіст, громадський діяч, адвокат, проректор із правової роботи — головний юрисконсульт ректорату Класичного приватного університету, голова комітету з юридичної освітньої політики Асоціації адвокатів України Володимир Віхляєв (м. Запоріжжя) — за значні досягнення в літературі, правозахисній, законотворчій, громадській, освітній, просвітницькій, перекладацькій, науковій і публіцистичній діяльності; книгу «Родовий портал», яка популяризує духовно-культурні надбання українського народу в світі, підносить родинні цінності до рівня Національної ідеї України;
  - Письменниця Альона Мілько (м. Київ) — за збірки оповідань «Одна ніч у готелі» та «За хвилину до щастя» і п'єсу «Живі історії»;
  - Отець УГКЦ Ярослав Малий (м. Золочів Львівської обл.) — за подвижницьку діяльність на ниві християнської духовності та активну громадську позицію.

### 2022 рік[9]
1. Поет, доктор наук з державного управління, професор Київського національного університету ім. Тараса Шевченка Василь Куйбіда (м. Київ) — за книжку віршів «Простір перевтілень»;
2. Письменник, правозахисник, Герой України, засновник Української Гельсінської Групи Микола Руденко (посмертно) (м. Київ), історик, один із представників українського національного руху, політв'язень, дисидент, доктор гуманітарних наук, Почесний громадянин Волині Валентин Мороз (посмертно) (м. Львів) — за жертовну діяльність у відстоюванні незалежної України;
3. Головний редактор газети «Культура і життя», публіцист, журналіст, громадський діяч Євген Букет (м. Київ) — за книжку «Фастів козацький і гайдамацький» (2021), а також — значний внесок у популяризацію рідної культури;
4. Зарубіжні письменники, вчені, перекладачі, журналісти, громадські діячі, відзначені за творчий доробок та популяризацію української літератури в світі:
  - Співачка Квітка Цісик (США) (посмертно) — за видатний внесок в українське та світове мистецтво;
  - Письменник, перекладач Агшин Алієв (Азербайджан) — за власний творчий доробок, упорядкування антологій світової поезії та популяризацію української літератури в Азербайджані;
  - Письменниця Рейчел Ромеро (США, Колорадо) — за визначну творчу діяльність;
  - Письменник, перекладач Адіф Екроні (Ізраїль) — за переклад івритом і упорядкування антології української поезії «Тумани» в Ізраїлі;
  - Письменник, перекладач Ааре Пабер (Естонія) — за власний творчий доробок та перекладацьку діяльність, популяризацію української літератури в Естонії;
  - Письменники, громадські діячі та науковці Princess Lovelyn P. Eyo (Принцеса Ловелін Ейо, Нігерія), Marina Pratici (Італія), Prince Nereides De Bourbon (Принц Нереідес де Бурбон, Франція, Його Високість — знаний громадський діяч, засновник паризького дому високої моди «Nereides», поет, журналіст, покровитель творчості та член королівської сім'ї Французького дому De Bourbon), Brenda Mohammed (Тринідад і Тобаго), Rezauddin Stalin (Бангладеш) — за визначну творчу та громадську діяльність;
5. Письменники, науковці, перекладачі, журналісти, митці, громадські діячі та меценати, відзначені за власний доробок, а також — значний внесок у популяризацію рідної культури:
  - Український письменник Анатолій Крат (Чехія, м. Прага) — за книгу пародій «Прометей поміж грудей»;
  - Письменник, літературний критик Ігор Фарина (Тернопільська обл.) — за літературно-критичні публікації останніх років;
  - Письменниця Тетяна Зінченко (Київська обл.) — за книжку «Свідома любов» (роман у новелах);
  - Вокальний дует «Крила» (Валентина та Володимир Олійники) (м. Хорол Полтавської області) — за значну творчу діяльність та популяризацію українських пісень.

### 2023 рік[10]:
- Літературознавець, перекладач, історик, дисидент та правозахисник Валерій Марченко (посмертно) (м. Київ) і літературознавець, мовознавець, літературний критик, поет, перекладач, мужній діяч українського руху опору, Шевченківський лауреат Іван Світличний (посмертно) (Київ) – за жертовну діяльність у відстоюванні незалежної України;

- Автор і режисер Олександр Литвиненко, оповідачка та дослідниця Уляна Маляр, оператор Андрій Шкварла (м. Івано-Франківськ) – за міфологічний проєкт «Невідомі казки та легенди. Химерні історії про мавок» від команди художньо-документальних проєктів «ARTПерсонА»;

- Український поет та перекладач Тадей Карабович (Польща) – за визначну перекладацьку діяльність;

- Поет Станіслав Новицький (м. Харків) – за книгу поезій «Крони дерев холодні» та заснування альманаху «Сівач»;

- Поетеса Наталія Калиновська (м. Львів) – за книжку віршів «Миті одкровень».